# James Trembath
James Richard Trembath (ur. 15 marca 1871 w Ludgvan, zm. 2 kwietnia 1942 w Penzance) – południowoafrykański strzelec, olimpijczyk.
Trembath wystąpił na Letnich Igrzyskach Olimpijskich 1924 w jednej konkurencji – karabinie dowolnym leżąc z 600 m. Zajął 51. pozycję wśród 73 strzelców.

## Wyniki

### Igrzyska olimpijskie
| Igrzyska   | Konkurencja                  | Wynik   | Miejsce | Źródło |
| ---------- | ---------------------------- | ------- | ------- | ------ |
| Paryż 1924 | Karabin dowolny leżąc, 600 m | 73 pkt. | 51      | [ 2 ]  |